# $NOT
Edy Junior Edouard (Nueva York; 16 de diciembre de 1997) más conocido por su nombre artístico, 'Snot'  (estilizado $NOT), es un rapero estadounidense el cual comenzó su carrera musical utilizando SoundCloud en 2016. Snot llegó a la fama con la publicación de su sencillo "Gosha" en septiembre de 2018.

## Primeros años
Edouard nació en Brooklyn, Nueva York, y se mudó a Florida a la edad de 7 años. A principios de 2016, comenzó su carrera musical en SoundCloud. En septiembre de 2018 se hizo famoso gracias a su sencillo "Gosha".

## Discografía

### Álbumes de estudio
| Título          | Detalles del álbum                                                                                 |
| --------------- | -------------------------------------------------------------------------------------------------- |
| - Tragedy +     | - Publicación: 6 de marzo de 2020 - Discografía: 300 - Formato: Descarga digital, streaming        |
| Beautiful Havoc | - Publicación: 30 de octubre de 2020 - Discografía: 300 - Formato: Descarga digital, streaming, LP |
| Ethereal        | - Publicación: 11 de febrero de 2022 - Discografía: 300                                            |

### EPs
| Título           | Detalles del EP                                                                                                  |
| ---------------- | --- |
| The Tissue Files | - Publicación: 27 de abril de 2018 - Discografía: Producido por el mismo - Formato: Descarga digital, streaming, |

### Sencillos
| Título                                   | Año  | Posición en tabla | Posición en tabla | Posición en tabla | Posición en tabla | Certificaciones | Álbum           |
| Título                                   | Año  | US                | CAN               | NZ Hot            | UK                | Certificaciones | Álbum           |
| ---------------------------------------- | ---- | ----------------- | ----------------- | ----------------- | ----------------- | --------------- | --------------- |
| "Stamina"                                | 2018 | —                 | —                 | —                 | —                 |                 | Sin álbum       |
| "Lovely" ft. SUS Valentino               | 2018 | —                 | —                 | —                 | —                 |                 | Sin álbum       |
| "Gucci"                                  | 2018 | —                 | —                 | —                 | —                 |                 | Sin álbum       |
| "Seven Corps"                            | 2018 | —                 | —                 | —                 | —                 |                 | Sin álbum       |
| "Pull Up"                                | 2018 | —                 | —                 | —                 | —                 |                 | Sin álbum       |
| "Champion"                               | 2018 | —                 | —                 | —                 | —                 |                 | Sin álbum       |
| "Kill Me Bitch"                          | 2018 | —                 | —                 | —                 | —                 |                 | Sin álbum       |
| "Vintage Dior"                           | 2018 | —                 | —                 | —                 | —                 |                 | Sin álbum       |
| "Gosha"                                  | 2018 | —                 | —                 | —                 | —                 | - RIAA: Oro     | - Tragedy +     |
| "Drip"                                   | 2018 | —                 | —                 | —                 | —                 |                 | Sin álbum       |
| "Northface"                              | 2018 | —                 | —                 | —                 | —                 |                 | Sin álbum       |
| "Motorola"                               | 2018 | —                 | —                 | —                 | —                 |                 | Sin álbum       |
| "Billy Boy"                              | 2019 | —                 | —                 | —                 | —                 |                 | Sin álbum       |
| "Xanax Flies"                            | 2019 | —                 | —                 | —                 | —                 |                 | Sin álbum       |
| "Megan"                                  | 2019 | —                 | —                 | —                 | —                 |                 | - Tragedy +     |
| "Vision" ft. Lil Tracy                   | 2019 | —                 | —                 | —                 | —                 |                 | Sin álbum       |
| "Beretta" ft. Wifisfuneral               | 2019 | —                 | —                 | —                 | —                 |                 | - Tragedy +     |
| "Moon & Stars" ft. Maggie Lindemann      | 2020 | —                 | —                 | —                 | —                 | - RIAA: Oro     | - Tragedy +     |
| "Human" ft. Night Lovell                 | 2020 | —                 | —                 | —                 | —                 |                 | Sin álbum       |
| "Can You Help Me"                        | 2020 | —                 | —                 | —                 | —                 |                 | Sin álbum       |
| "Revenge"                                | 2020 | —                 | —                 | —                 | —                 |                 | Beautiful Havoc |
| "Mean" con Flo Milli                     | 2020 | —                 | —                 | —                 | —                 |                 | Beautiful Havoc |
| "Sangria" ft. Denzel Curry               | 2020 | —                 | —                 | —                 | —                 |                 | Beautiful Havoc |
| "Whipski" ft. Lil Skies y Internet Money | 2021 | —                 | —                 | 13                | —                 |                 | Sin álbum       |
| "Tell Em" con Cochise                    | 2021 | 64                | 51                | 1                 | 99                | - RIAA: Platino | Sin álbum       |
| "Red"                                    | 2021 | —                 | —                 | 29                | —                 |                 | Sin álbum       |
| "Go"                                     | 2021 | —                 | —                 | —                 | —                 |                 | Ethereal        |
| "Doja" con ASAP Rocky)                   | 2022 | 87                | 67                | 4                 | —                 |                 | Ethereal        |